# Mimophis mahfalensis
Genre
Espèce
Synonymes
- Psammophis mahfalensis Grandidier, 1867
- Mimophis madagascariensis Günther, 1868
- Mimophis albiceps Jourdran, 1903

Statut de conservation UICN

 LC  : Préoccupation mineure
Mimophis mahfalensis, unique représentant du genre Mimophis, est une espèce de serpents de la famille des Lamprophiidae.

## Répartition
Cette espèce est endémique de Madagascar.

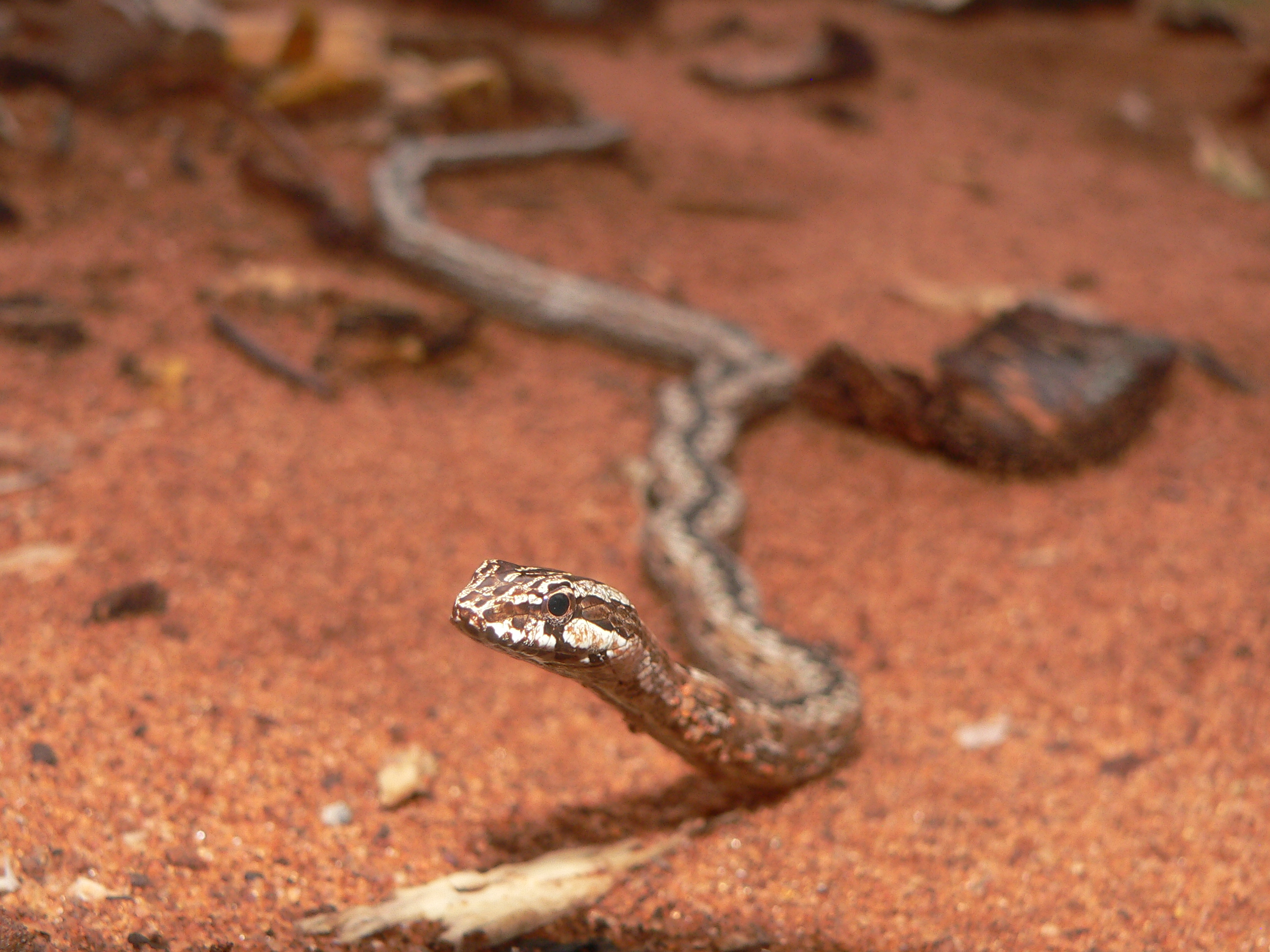

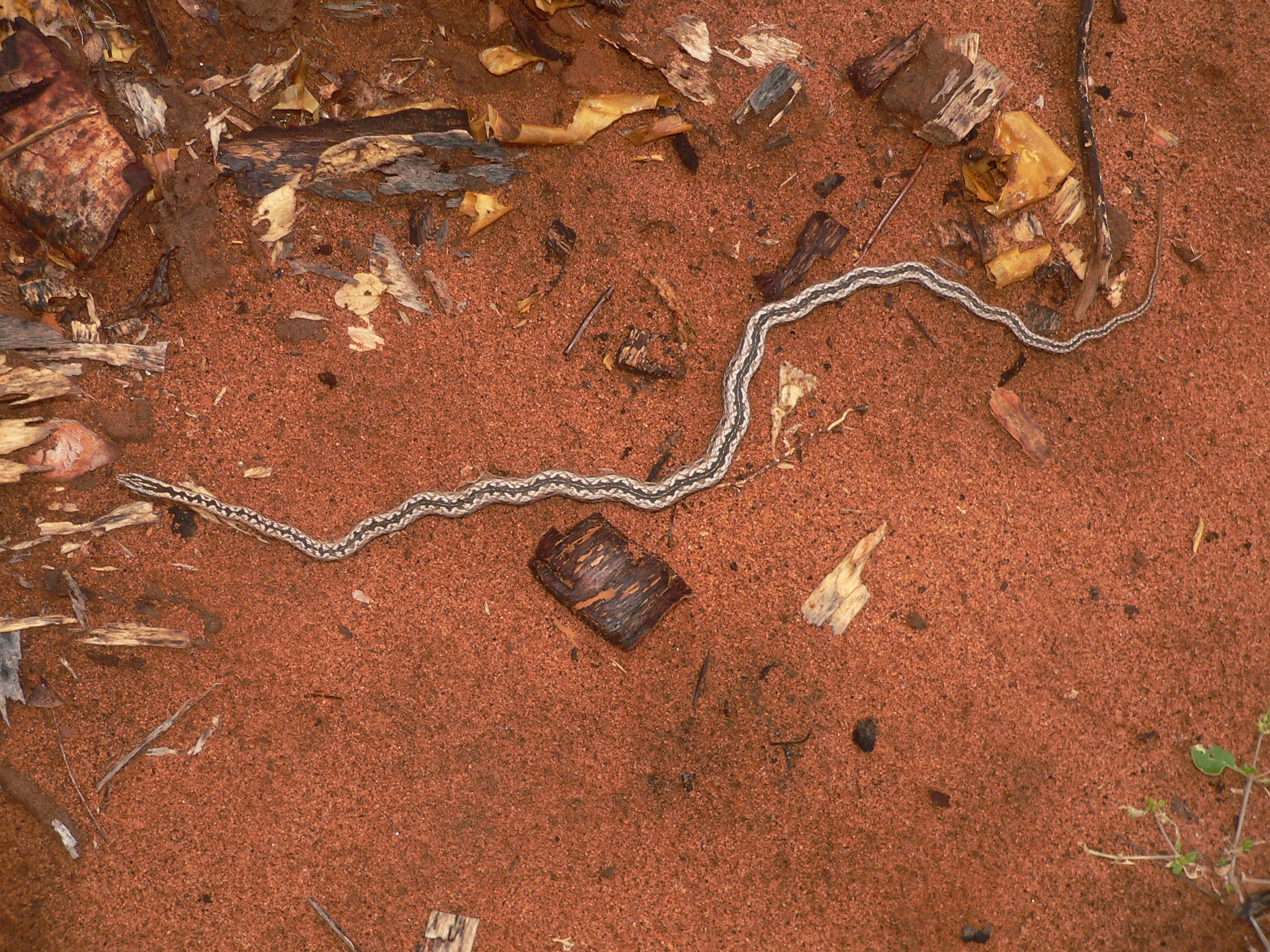

## Liste des sous-espèces
Selon The Reptile Database (15 déc. 2011) :
- Mimophis mahfalensis madagascariensis Günther, 1868
- Mimophis mahfalensis mahfalensis (Grandidier, 1867)

## Publications originales
- Grandidier, 1867 : Liste des reptiles nouveaux découverts, en 1866, sur la côte sud-ouest de Madagascar. Revue et Magazine de Zoologie (Paris), sér. 2, vol. 19, p. 232-234 (texte intégral).
- Günther, 1868 : Sixth account of new species of snakes in the collection of the British Museum. Annals and Magazine of Natural History, sér. 4, vol. 1, p. 413-429 (texte intégral).